# Renaud Laplanche
Renaud Laplanche (né en 1970) est un entrepreneur français, notamment connu pour la création de Lending Club, une entreprise de prêt entre particuliers qu'il a fonde en 2006 et Upgrade, une entreprise de banque et prêts en ligne qu'il lance en 2016.

## Biographie
De 1995 à 1999, Renaud Laplanche travaille comme spécialiste du droit des opérations de Bourse et comme collaborateur senior chez le cabinet Cleary Gottlieb Steen & Hamilton, tout d'abord à Paris, et plus tard à New York,. Les affaires sur lesquelles il travaille comprennent des fusions, des acquisitions, des coentreprises et des transactions impliquant des investissements dans des sociétés de haute technologie.
En 1999, Renaud Laplanche quitte Cleary Gottlieb Steen & Hamilton pour fonder TripleHop Technologies avec Matt Turck et Joaquin Delgado. Il vend la société à Oracle en 2005.
En 2006, Renaud Laplanche quitte Oracle et cofonde Lending Club avec Soul Htite. C'est pendant son activité à la tête de TripleHop Technologies que lui vient l'idée à l'origine de Lending Club, lorsqu'il se rend compte que sa carte de crédit porte intérêt à 18 %, là où son entreprise doit se contenter d'un taux de 1,5 % reçu de la banque sur les certificats de dépôt à haut rendement.
Google investit dans la société en 2013. Renaud Laplanche introduit Lending Club en bourse en 2014 a une valorisation de $5,4 milliards de dollars. L'introduction et l'une des dix plus grosses de l'histoire d'Internet, et la seule de cette taille avec un PDG français.
En 2016, Renaud Laplanche est contraint de démissionner de Lending Club pour avoir vendu des prêts risqués en violation de consignes.
En 2017, Renaud Laplanche fonde Upgrade et lève 60 million de dollars. Upgrade a vocation à proposer des petits crédits: refinancement, prêt automobile, immobilier, etc. En 2021, la société est valorisée 3 milliards de dollars.

## Reconnaissance
Renaud Laplanche a été désigné « entrepreneur de l'année 2012 » par BFM TV,.
En octobre 2015, il est l'un des trois Français figurant dans le classement des cinquante personnalités les plus influentes du monde économique établi par l'agence Bloomberg.